# Endossement
Een endossement (rugtekening) is een verklaring op de achterzijde ('en dos') van een eigendomsbewijs waarbij de vervreemder (meestal: verkoper) de eigendom overdraagt aan een met name genoemde verkrijger (meestal: koper).
In artikel 3:93 van het Nederlandse Burgerlijk Wetboek is de aanwezigheid van een endossement een van de voorwaarden voor de geldigheid van de levering van een recht aan order. Degene die endosseert, de endossant, dient te verklaren dat de verkrijger op grond van het recht aan order een vordering heeft op de debiteur, welke dan ook opeisbaar is.